# Viva El Amor
Albums de The Pretenders
The Isle of View
(1995) Loose Screw
(2002)
Singles
1. Popstar
Sortie : 1999
2. Human
Sortie : 1999

¡Viva El Amor! est le septième album studio des Pretenders, sorti le 16 mai 1999 au Royaume-Uni et le 22 juin 1999 aux États-Unis.
La photo figurant sur la pochette de l'album est signée Linda McCartney.

## Liste des titres
Toutes les chansons sont écrites et composées par Chrissie Hynde, sauf mention contraire.
| No  | Titre               | Auteur                                | Durée |
| --- | ------------------- | ------------------------------------- | ----- |
| 1.  | Popstar             | - Chrissie Hynde - Adam Seymour       | 3:34  |
| 2.  | Human               | - Shelly Peiken - Mark McEntee        | 3:55  |
| 3.  | From the Heart Down | - Hynde - Billy Steinberg - Tom Kelly | 3:31  |
| 4.  | Nails in the Road   | - Hynde - Steinberg - Kelly           | 3:25  |
| 5.  | Who's Who           |                                       | 4:11  |
| 6.  | Dragway 42          |                                       | 5:19  |
| 7.  | Baby's Breath       | - Hynde - Steinberg - Kelly           | 3:15  |
| 8.  | One More Time       |                                       | 3:15  |
| 9.  | Legalise Me         |                                       | 3:51  |
| 10. | Samurai             |                                       | 4:43  |
| 11. | Rabo de Nube        | Silvio Rodríguez                      | 1:26  |
| 12. | Biker               |                                       | 4:40  |

## Personnel

### The Pretenders
- Chrissie Hynde : guitare rythmique, harmonica, chant
- Adam Seymour : guitare solo, basse
- Andy Hobson : basse
- Martin Chambers : batterie

### Musiciens additionnels
- Jeff Beck : guitare sur Legalise Me
- David Johansen : chant sur Popstar
- Andy Duncan : percussions
- Stephen Hague : claviers
- Chuck Norman : percussions
- Jules Shear : chœurs

- Quatuor Duke :
  - John Metcalfe : alto
  - Louisa Fuller : violon
  - Richard Koster : violon
  - Ivan McCready : violoncelle